# Just One of the Guys
Just One of the Guys is een Amerikaanse tienerkomedie uit 1985, geregisseerd door Lisa Gottlieb. De film is een vrije bewerking van William Shakespeare's Driekoningenavond. De hoofdrollen worden vertolkt door Joyce Hyser, Clayton Rohner, Billy Jacoby, Toni Hudson en William Zabka.

## Verhaal
Terri Griffith (Joyce Hyser) is een ambitieuze tienerjournaliste die vindt dat haar leraren haar artikelen niet serieus nemen vanwege haar knappe uiterlijk. Nadat ze naast haar droombaan grijpt als stagiaire bij een krant, concludeert ze dat dit komt omdat ze een meisje is.
Uit frustratie vermomt ze zich als een jongen en schrijft zich in bij een rivaliserende middelbare school om te kijken of ze zo een betere kans maakt. Op haar eerste dag ontmoet ze Rick Morehouse (Clayton Rohner), een sociaal onhandige uitwisselingsstudent die ze aantrekkelijk vindt. Terri helpt hem met een makeover en moedigt hem aan om met meisjes te praten.
Naargelang het schooljaar vordert slaagt Terri erin om geaccepteerd te worden als "één van de jongens". Wanneer Terri's vriendje onverwachts opduikt op het schoolbal en de list ontdekt, neemt Rick aan dat Terri's grote geheim was dat "Terry" homo is. Om het tegendeel te bewijzen laat Terri haar borsten zien aan Rick en hoewel ze toegeeft dat ze van hem houdt, wijst Rick haar af.
Vernederd en met gebroken hart schrijft Terri een lang artikel over hoe het is om een meisje in jongenskleding te zijn, waarin ze al haar ervaringen beschrijft, zowel goed als slecht. Wanneer Terri terugkeert naar haar eigen school en haar artikel in de krant wordt afgedrukt, oogst ze veel lof en krijgt ze eindelijk haar droombaan bij de krant.
Toch verlangt ze nog steeds naar Rick, die sinds het schoolbal niet meer met haar heeft gesproken. Tijdens de zomervakantie duikt Rick plotseling op nadat hij haar artikel heeft gelezen. Ze realiseren zich hun ware gevoelens voor elkaar en verzoenen zich.

## Rolverdeling
| Acteur           | Personage            |
| ---------------- | -------------------- |
| Joyce Hyser      | Terri/Terry Griffith |
| Clayton Rohner   | Rick Morehouse       |
| Billy Jacoby     | Buddy Griffith       |
| William Zabka    | Greg Tolan           |
| Toni Hudson      | Denise               |
| Leigh McCloskey  | Kevin                |
| Sherilyn Fenn    | Sandy                |
| Deborah Goodrich | Deborah              |
| Kenneth Tigar    | Mr. Raymaker         |
| Arye Gross       | Willie               |
| Stuart Charno    | Reptile              |

## Release en ontvangst
Just One of the Guys werd uitgebracht op 26 april 1985. Hoewel de film aanvankelijk niet bijzonder succesvol was in de bioscoop, werd hij daarna nog een aantal jaar veelvuldig gedraaid op HBO en Comedy Central. De film werd uitgezonden nadat Sherilyn Fenn in 1990 bekend was geworden door Twin Peaks. Voor de uitzendingen overdag was echter een bewerkte versie nodig, waarbij de onthulling van Terri's borsten werd vervangen door een close-up van Joyce Hysers gezicht, waarna werd overgeschakeld naar Clayton Rohners reactieshot.
Op Rotten Tomatoes heeft de film een score van 57% (14 recensies), met een gemiddelde waardering van 4,8/10. Op Metacritic behaalt de film een score van 57/100 (6 recensies), wat duidt op "gemengde of middelmatige recensies".